# Ruviano
 Ruviano  község (comune) Olaszország Campania régiójában, Caserta megyében.

## Fekvése
A megye keleti részén fekszik, Nápolytól 45 km-re északkeletre, Caserta városától 20 km-re északkeleti irányban. Határai: Alvignano, Amorosi, Caiazzo, Castel Campagnano, Faicchio, Gioia Sannitica és Puglianello.

## Története
Első írásos említése 979-ből származik. A következő századokban nemesi birtok volt. A 19. században nyerte el önállóságát, amikor a Nápolyi Királyságban felszámolták a feudalizmust.

## Népessége
A népesség számának alakulása:

## Főbb látnivalói
- Sant’Andrea Apostolo-templom
- San Leone Magno-templom